# Haedo (Buenos Aires)
Pour les articles homonymes, voir Haedo.
Haedo est une ville du partido de Morón, dans la province de Buenos Aires, en Argentine.

## Personnalités liées à la commune
- Nicolás Domínguez (1998-), footballeur argentin né à Haedo.